# 아지즈 안사리
아지즈 안사리(Aziz Ansari, 1983년 2월 23일 ~ )는 미국의 배우이다.

## 영화
- 록커 (2008년 영화)
- 퍼니 피플
- 옵저브 앤 리포트
- 알러뷰 맨
- 컴 백 록스타
- 털기 아니면 죽기: 제한시간 30분
- 당신은 몇번째인가요?
- 아이스 에이지 4: 대륙 이동설
- 에픽: 숲속의 전설
- 디스 이즈 디 엔드

## 텔레비전
- 워스트 위크
- 르노 911!
- 스크럽스
- 팍스 앤 레크리에이션
- 밥스 버거스
- 완다가 간다
- 벤 10: 옴니버스
- 핀과 제이크의 어드벤처 타임
- 새터데이 나이트 라이브